# Haremakhet
Haremakhet, Horemakhet o, en grec, Harmakhis va ser un príncep egipci i Summe Sacerdot d'Amon durant la dinastia XXV.
Era fill del faraó Xabaka i possiblement de la reina Tabaktenamun. El seu pare el va nomenar Summe Sacerdot d'Amon a Tebes i va oficiar durant els regnats de Taharqa i Tanutamon. Es desconeixen els predecessors immediats d'Haremakhet en el càrrec i és possible que estigués vacant des de feia dècades. En qualsevol cas, aquest títol abans poderós i influent havia perdut de temps la seva importància a favor del d'Esposa del Déu Amon, càrrec que en l'època de Haremakhet ocupava Xepenupet II i després Amenirdis I.

Haremakhet es coneix principalment per una estàtua descoberta a l'amagatall del Gran Temple de Karnak, que s'havia exposat al Museu Egipci del Caire (CG 42204 / JE 38580) i que avui es troba al Museu Nubi d'Assuan. A l'estàtua, se'l defineix com aː
Fill del rei Xabaka, justificat, que l'estima, únic confident del rei Taharqa, justificat, director del palau del rei de l'Alt i Baix Egipte Tanutamani, que visqui per sempre.
Es destacable el fet que en aquesta inscripció el rei Xebitku, que se suposava que havia governat entre Xabaka i Taharqa, no hi surti. De fet, la inscripció va servir de prova fonamental dels que recolzaven un canvi cronològic en els regnats d'aquests reis durant la dècada de 2010, proposant que Xebitku va regnar primer i Xabaka el va succeir.
Després de la seva mort, el seu fill Harkhebi el va succeir com a Summe Sacerdot d'Amon, ja que se sap que havia estat al capdavant com d'aquest càrrec durant el regnat del fundador de la dinastia XXVI, el faraó Psamtik I.